# Ройсс, Альберт Франц Теодор
Альберт Франц Теодор Ройсс (нем. Albert Franz Theodor Reuss; 23 мая 1879 — 24 декабря 1958) — немецкий учёный-любитель, герпетолог и лепидоптеролог.

## Ранняя биография
Родился в Мюнхене в семье известного тантрического оккультиста, главы Ордена восточных тамплиеров, Теодора Ройсса и Дельфины Габруа из Дублина. Ещё до рождения Альберта брак его родителей был аннулирован германским судом, вероятно из-за двоемужества его матери.

## Научная и творческая деятельность
Сначала Ройсс интересовался бабочками, позже увлёкся змеями. Он жил и работал в Берлине, где зарабатывал на жизнь, продавая змеиный яд и бабочек. Кроме того, он проводил групповые презентации по содержанию аквариумов и террариумов в различных любительских обществах и возглавлял одно из таких обществ во второй половине 1930-х годов. Он не получил высшего образования и сам называл себя самоучкой. Ройсс был также одарённым художником, основной темой его работ были змеи.
Ройсс опубликовал множество статей на немецком и английском языках в различных журналах, часто не профессиональных, под собственным именем и под псевдонимом «S.A. Sure». Его представления о биологической систематике отличались от общепринятых в науке: он описывал множество «новых» родов, видов и подвидов. В частности, он описал множество разновидностей Обыкновенной гадюки, считая каждую описываемую особь отдельным таксоном. При составлении названий таксонов он использовал отвергнутые Международной комиссей по зоологической номенклатуре источники и персональные клички своих питомцев. За ненаучный подход к систематике его публикации постоянно подвергались критике, однако, несмотря на осведомлённость об этом, Ройсс практически не принимал во внимание работы других учёных.
В конечном итоге только три из описанных Ройссом таксонов получили научное признание: два рода гадюковых — Macrovipera и Acridophaga — и один новый вид, Vipera eriwanensis.

## Эксцентричное поведение
Ройсс отличался беспечностью в обращении со змеями, в том числе с опасными ядовитыми их видами. Это неоднократно приводило к инцидентам, в которых он сам или посторонние люди подвергались укусам. Его питомцы часто сбегали из террариумов и даже из его дома на улицу. В результате на Ройсса неоднократно писали доносы, он получал полицейские предупреждения и попадал под арест.
По сообщению Вольфдитриха Шнурре, отец которого был знаком с Ройссом, последнему часто приходилось переезжать, так как владельцы жилья протестовали против содержания им ядовитых змей.